# Velvet Revolver
Velvet Revolver – amerykańska supergrupa rockowa powstała w 2003 w Rancho Santa Margarita w stanie Kalifornia.

## Historia
Początek historii zespołu sięga kwietnia 2002, kiedy to byli członkowie zespołu Guns N’ Roses: gitarzysta Slash, basista Duff McKagan i perkusista Matt Sorum zagrali jednorazowy koncert z wokalistą Joshuą Toddem i gitarzystą Keithem Nelsonem w hołdzie perkusiście Randy’emu Castillo. Po sukcesie tego przedsięwzięcia zaczęli coraz częściej wspólnie grać i jamować, aż w końcu postanowili stworzyć nową grupę. We wrześniu ogłosili prasie, że nazywają się „The Project” i poszukują wokalisty. Miesiąc później do składu doszedł drugi gitarzysta Dave Kushner. W następnym roku zorganizowali przesłuchania na miejsce frontmana. Swoich sił próbowali m.in. Sebastian Bach, Travis Meeks i A. Jay Popoff. W maju 2003 ogłoszono, że wokalistą został Scott Weiland. W następnym miesiącu zespół poinformował o zmianie nazwy na Velvet Revolver (członkowie grupy powtarzali, że ważne dla nich jest, aby zespół miał w nazwie coś związanego z bronią palną).
Zespół rozpoczął działalność od umieszczenia kilku swoich utworów na ścieżkach dźwiękowych wysokobudżetowych produkcji filmowych – „Set Me Free” pojawił się na ścieżce dźwiękowej do Hulka, a cover Pink Floyd – „Money”, można było usłyszeć we Włoskiej robocie.
W 2004 wydali debiutancki album pt. Contraband, który promowali singlami: „Slither”, „Fall to Pieces” i „Dirty Little Thing”. Płyta w pierwszym tygodniu po premierze zadebiutowała na pierwszym miejscu listy sprzedaży w USA, gdzie rozeszła się w nakładzie 250 tys. egzemplarzy, stając się przy tym najszybciej sprzedającym się debiutanckim albumem w historii amerykańskiego rocka. Po wydaniu płyty odbyli światową trasę koncertową, która cieszyła się dużą popularnością wśród słuchaczy.
W lipcu 2007 wydali album pt. Libertad, który promowali teledyskami do utworów: „She Builds Quick Machines” i „Get Out The Door”. W ramach promocji płyty zagrali także serię 11 koncertów w Ameryce Północnej wraz z grupą Alice in Chains w ramach trasy „Velvet Revolver/Alice in Chains Reunion Tour”.
1 kwietnia 2008 Scott Weiland oficjalnie przestał być wokalistą Velvet Revolver, a sam zespół zawiesił działalność. 12 stycznia 2012 grupa reaktywowała się w oryginalnym składzie na potrzeby koncertu ku pamięci Johna O’Breina. Niedługo później rozwiązano zespół.

## Dyskografia

### Albumy
| Contraband                  | - Data: 8 czerwca 2004 - Wydawca: RCA Records  | 1 | 2 | 11 | 8 | 34 | 2  | 25 | - USA: 2x platynowa płyta - CAN: 2x platynowa płyta - AUS: złota płyta - UK: złota płyta |
| Libertad                    | - Data: 30 czerwca 2007 - Wydawca: RCA Records | 5 | 1 | 6  | 4 | 66 | 10 | –  | - CAN: złota płyta - UK: srebrna płyta                                                   |
| „–” album nie był notowany. |                                                |   |   |    |   |    |    |    |                                                                                          |

### Single
| „Slither”                    | 2004 | 56 | 35 | 19 | 81 | 26 | - USA: złota płyta | Contraband |
| „Fall to Pieces”             | 2004 | 67 | 32 | –  | –  | –  | - USA: złota płyta | Contraband |
| „Dirty Little Thing”         | 2005 | –  | –  | –  | –  | –  |                    | Contraband |
| „She Builds Quick Machines”  | 2007 | –  | –  | –  | –  | –  |                    | Libertad   |
| „The Last Fight”             | 2007 | –  | –  | –  | –  | –  |                    | Libertad   |
| „Get Out The Door”           | 2008 | –  | –  | –  | –  | –  |                    | Libertad   |
| „–” singel nie był notowany. |      |    |    |    |    |    |                    |            |

### Bootlegi
| Tytuł            | Dane dot. albumu             |
| ---------------- | ---------------------------- |
| Lethal Injection | - Data: 2004 - Wydawca: b.d. |

## Nagrody i wyróżnienia
| Rok  | Kategoria                   | Tytułem         | Nagroda         | Nota | Źródło |
| ---- | --------------------------- | --------------- | --------------- | ---- | ------ |
| 2004 | Best International Newcomer | Velvet Revolver | Kerrang! Awards | Laur | [ 20 ] |